# Campeonato Paraguaio de Futebol de 1951
O Campeonato Paraguaio de Futebol de 1951 foi o quadragésimo primeiro torneio desta competição. Participaram onze equipes. O Atlántida Sport Club foi rebaixado. Foi também a primeira vez que um time fora de Assunção conquistou o campeonato principal 
| Equipe                    | Cidade              | Departamento     | No ano anterior                                                      | Estádio | Capacidade | Títulos                                | Participações |
| ------------------------- | ------------------- | ---------------- | -------------------------------------------------------------------- | ------- | ---------- | -------------------------------------- | ------------- |
| Club River Plate          | Assunção            | Distrito Capital | Décimo Lugar                                                         | --      | --         | 0 (não possui)                         | 36            |
| Club Cerro Porteño        | Assunção            | Distrito Capital | Campeão                                                              | --      | --         | 10 (último em 1950)                    | 35            |
| Club Guaraní              | Assunção            | Distrito Capital | Sexto Lugar                                                          | --      | --         | 5 (1906,1907, 1921, 1923, 1949 )       | 40            |
| Club Nacional             | Assunção            | Distrito Capital | Quinto Lugar                                                         | --      | --         | 6 (1909, 1911, 1924, 1926, 1942, 1946) | 41            |
| Club Olimpia              | Assunção            | Distrito Capital | Terceiro Lugar                                                       | --      | --         | 14 (último em 1948)                    | 41            |
| Sol de América            | Assunção            | Distrito Capital | Oitavo Lugar                                                         | --      | --         | 0 (não possui)                         | 38            |
| Club Libertad             | Assunção            | Distrito Capital | Vice Campeão                                                         | --      | --         | 5 (1910, 1920, 1930,1943, 1945 )       | 37            |
| Club Presidente Hayes     | Assunção            | Distrito Capital | Sétimo Lugar                                                         | --      | --         | 0 (não possui)                         | 28            |
| Club Sportivo Luqueño     | Luque               | Central          | Quarto Lugar                                                         | --      | --         | 0 (não possui)                         | 23            |
| Club Sportivo San Lorenzo | San Lorenzo         | Central          | Nono Lugar                                                           | --      | --         | 0 (não possui)                         | 2             |
| Club Sport Colombia       | Fernando de la Mora | Central          | Campeão do Campeonato Paraguaio de Futebol de 1950 - Segunda Divisão | --      | --         | 0 (não possui)                         | 1             |

## Premiação
| Campeonato Paraguaio 1951 Primeira Divisão |
| Departamento Central                       |
| ------------------------------------------ |
| Club Sportivo Luqueño Campeão (1º título)  |